# Tunnel Ivry Masséna
Le Tunnel Ivry Massena (TIMA) est un stockage aval construit entre 2004 et 2009 par le Syndicat interdépartemental pour l'assainissement de l'agglomération parisienne (SIAAP), visant à réduire les déversements d’eau unitaire, par temps de pluie, dans la Seine. Il se situe entre les 12e et 13e arrondissement de Paris et Ivry-sur-Seine. Le montant des travaux a été de 110 millions d’euros.

## Historique
Le projet était prévu dans le cadre du Plan de modernisation de l'assainissement parisien sous la forme d’un stockage dans le quartier de la Grande Bibliothèque. Cependant, comme le stockage Proudhon, premier stockage aval construit par la Ville de Paris, n’a pas donné satisfaction, cette dernière a finalement abandonné le projet. Considérant le projet comme nécessaire à l’assainissement du sud-est de l’agglomération et en vue d’orienter plus d’eau résiduaires vers la station d’épuration de Valenton, pour soulager la Station d’épuration d’Achères, le SIAAP a relancé le projet en 1997, et l’a étendu à Ivry-sur-Seine. Dans ce cadre, le projet prévoyait un stockage permettant d’éviter les déversements d’orage jusqu’aux pluies de période de retour 6 mois. Pour pallier le dysfonctionnement dont a souffert le stockage Proudhon qui aurait été construit « trop haut » pour intercepter les eaux unitaires, il est décidé de créer un ouvrage en forte profondeur (30 mètres).
Lors de sa mise en service, il s’avère que la ventilation avait été négligée. Le stockage d’eau unitaire contenant une grande quantité d’eaux usées domestiques, sujettes à fermentation, a conduit à une forte production de méthane. Une violente explosion s’est ensuivie le 22 septembre 2009, et a détruit le centre de gestion des automates de pilotage situé à l’aval du TIMA,.
Une fois sa mise en service effective à la suite de la révision du système de ventilation qui permet de répandre le méthane dans l’atmosphère, il a été constaté après quelques mois de fonctionnement que le dispositif ne permettait que l’interception de la pluie de période de retour 1 mois, soit la même que celle qu’intercepte le réseau d’assainissement de la Ville de Paris, loin des 6 mois prévus au départ. De plus, il s’avère que l’envasement du tunnel avait été sous-estimé, et qu’il nécessite des travaux réguliers de curage tous les ans, qui peuvent durer jusqu’à 9 mois,. 

## Description
Le TIMA a été construit à 30 mètres de profondeur, à l’aide de tunneliers identiques à ceux utilisés pour le creusement des lignes de métros. Le premier tronçon TIMA 1, d’un diamètre de 6,8 mètres pour une longueur de 1,9 km, permet le stockage de 80 000 m3 d’eau unitaire. Il est situé entre le quartier Austerlitz et Ivry-sur-Seine. Le second tronçon TIMA 2, d’un diamètre de 4 mètres pour une longueur de 850 m, relie TIMA 1 à un puits de descente interceptant les eaux de ruissellement du boulevard Périphérique situé dans le 12e arrondissement. L’ensemble, avec les quatre puits de descente, permet de stocker 100 000 m3 d’eau unitaire de temps de pluie. Ces eaux sont ensuite orientées vers la station d’épuration du SIAAP de Seine amont, à Valenton, ce qui en fait le seul ouvrage d’assainissement parisien à ne pas être orienté vers la station Seine aval à Achères.